# Garanou
Garanou est une commune française située dans le sud-est du département de l'Ariège, en région Occitanie. Sur le plan historique et culturel, la commune fait partie du pays du Sabarthès, structuré par la haute vallée de l'Ariège en amont du pays de Foix avec Tarascon-sur-Ariège comme ville principale.
Exposée à un climat océanique altéré, elle est drainée par l'Ariège, le ruisseau d'axiat, le ruisseau de Fontargente et par un autre cours d'eau. La commune possède un patrimoine naturel remarquable : un site Natura 2000 (« Garonne, Ariège, Hers, Salat, Pique et Neste ») et six zones naturelles d'intérêt écologique, faunistique et floristique.
Garanou est une commune rurale qui compte 146 habitants en 2022, après avoir connu un pic de population de 301 habitants en 1931. Ses habitants sont appelés les Garnouais ou Garnouaises.

## Géographie

### Localisation
- 1Carte dynamique
- 2Carte OpenStreetMap
- 3Carte topographique
- 4Carte avec les communes environnantes

La commune de Garanou se trouve dans le département de l'Ariège, en région Occitanie.
Elle se situe à 25 km à vol d'oiseau de Foix, préfecture du département, et à 9 km d'Ax-les-Thermes, bureau centralisateur du canton de Haute-Ariège dont dépend la commune depuis 2015 pour les élections départementales.
La commune fait en outre partie du bassin de vie d'Ax-les-Thermes.
Les communes les plus proches sont : 
Vernaux (0,9 km), Luzenac (1,0 km), Lordat (1,1 km), Lassur (1,2 km), Urs (1,8 km), Axiat (2,0 km), Unac (2,0 km), Vèbre (2,6 km).
Sur le plan historique et culturel, Garanou fait partie du pays du Sabarthès, structuré par la haute vallée de l'Ariège en amont du pays de Foix avec Tarascon-sur-Ariège comme ville principale.
Les communes limitrophes sont Lassur, Lordat, Luzenac, Urs et Vernaux.

### Géologie et relief
La commune est située dans les Pyrénées, une chaîne montagneuse jeune, érigée durant l'ère tertiaire (il y a 40 millions d'années environ), en même temps que les Alpes. Elle est traversée par la Faille nord-pyrénéenne, qui sépare la Zone axiale pyrénéenne (ZA) ou haute chaîne primaire de la Zone nord-pyrénéenne (ZNP), au nord. Les terrains affleurants sur le territoire communal sont constitués de roches pour partie sédimentaires et pour partie métamorphiques datant pour certaines du Mésozoïque, anciennement appelé Ère secondaire, qui s'étend de −252,2 à −66,0 Ma, et pour d'autres du Paléozoïque, une ère géologique qui s'étend de −541 à −252,2 Ma. La structure détaillée des couches affleurantes est décrite dans la feuille « n°1087 - Vicdessos » de la carte géologique harmonisée au 1/50 000ème du département de l'Ariège, et sa notice associée.
La superficie cadastrale de la commune publiée par l’Insee, qui sert de références dans toutes les statistiques, est de 3,01 km2,. La superficie géographique, issue de la BD Topo, composante du Référentiel à grande échelle produit par l'IGN, est quant à elle de 3,09 km2. Son relief est particulièrement escarpé puisque la dénivelée maximale atteint 834 mètres. L'altitude du territoire varie entre 575 m et 1 409 m.

### Hydrographie

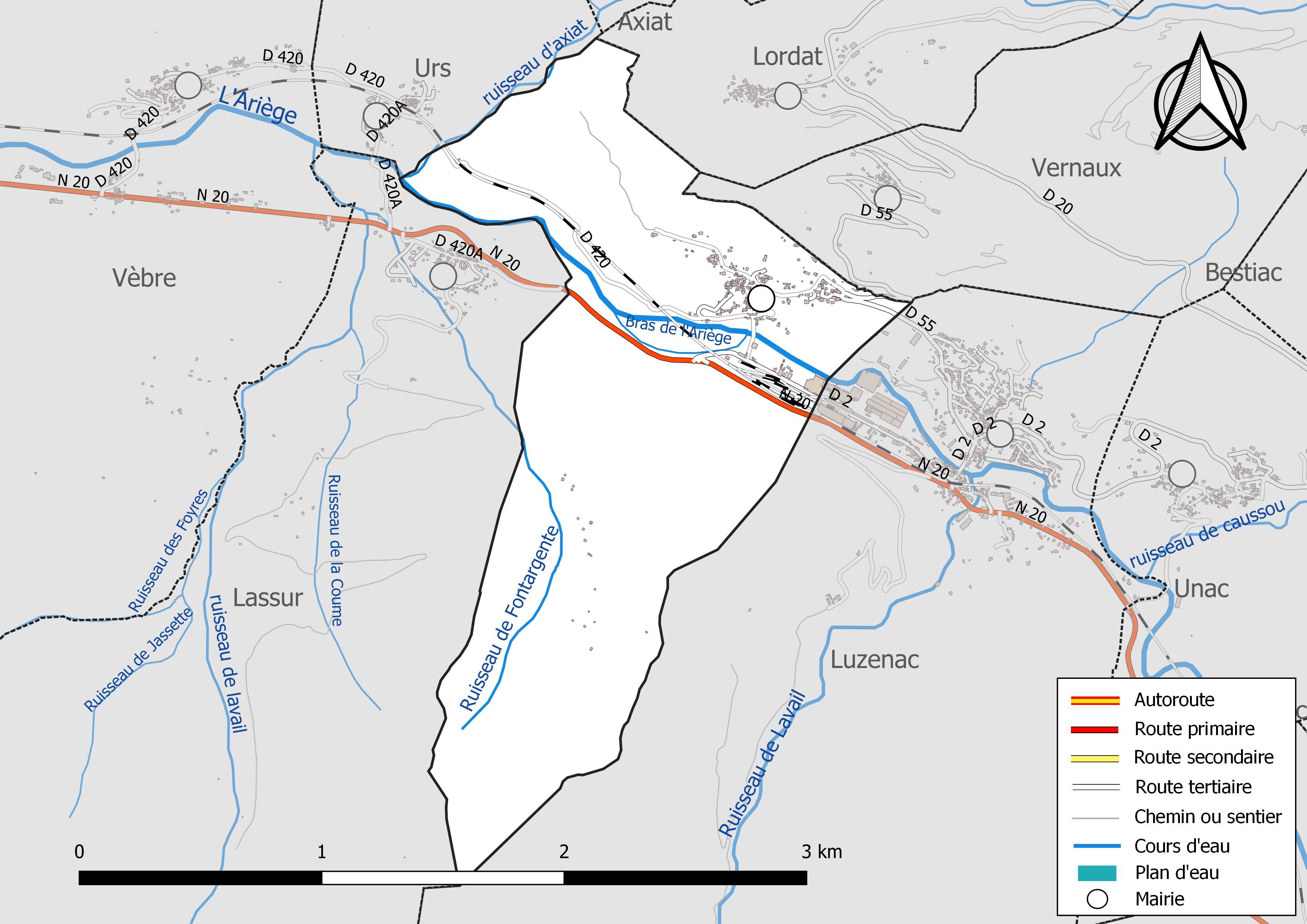
Réseaux hydrographique et routier de Garanou.

La commune est dans le bassin versant de la Garonne, au sein du bassin hydrographique Adour-Garonne. Elle est drainée par l'Ariège, le ruisseau d'axiat, le ruisseau de Fontargente et un bras de l'Ariège, constituant un réseau hydrographique de 5 km de longueur totale,.
L'Ariège, d'une longueur totale de 162,91 km, prend sa source dans la commune de Porta et s'écoule du sud vers le nord. Elle traverse la commune et se jette dans la Garonne à Portet-sur-Garonne, après avoir traversé 56 communes.

### Climat
Pour des articles plus généraux, voir Climat de l'Occitanie et Climat de l'Ariège.
En 2010, le climat de la commune est de type climat océanique altéré, selon une étude s'appuyant sur une série de données couvrant la période 1971-2000. En 2020, Météo-France publie une typologie des climats de la France métropolitaine dans laquelle la commune est exposée à un climat de montagne et est dans la région climatique Pyrénées centrales, caractérisée par une pluviométrie annuelle de 1 000 à 1 200 mm.
Pour la période 1971-2000, la température annuelle moyenne est de 11,3 °C, avec une amplitude thermique annuelle de 14,7 °C. Le cumul annuel moyen de précipitations est de 948 mm, avec 8,6 jours de précipitations en janvier et 6,7 jours en juillet. Pour la période 1991-2020, la température moyenne annuelle observée sur la station météorologique la plus proche, située sur la commune d'Aston à 6 km à vol d'oiseau, est de 5,9 °C et le cumul annuel moyen de précipitations est de 1 103,9 mm,. Pour l'avenir, les paramètres climatiques de la commune estimés pour 2050 selon différents scénarios d'émission de gaz à effet de serre sont consultables sur un site dédié publié par Météo-France en novembre 2022.

### Milieux naturels et biodiversité

#### Réseau Natura 2000

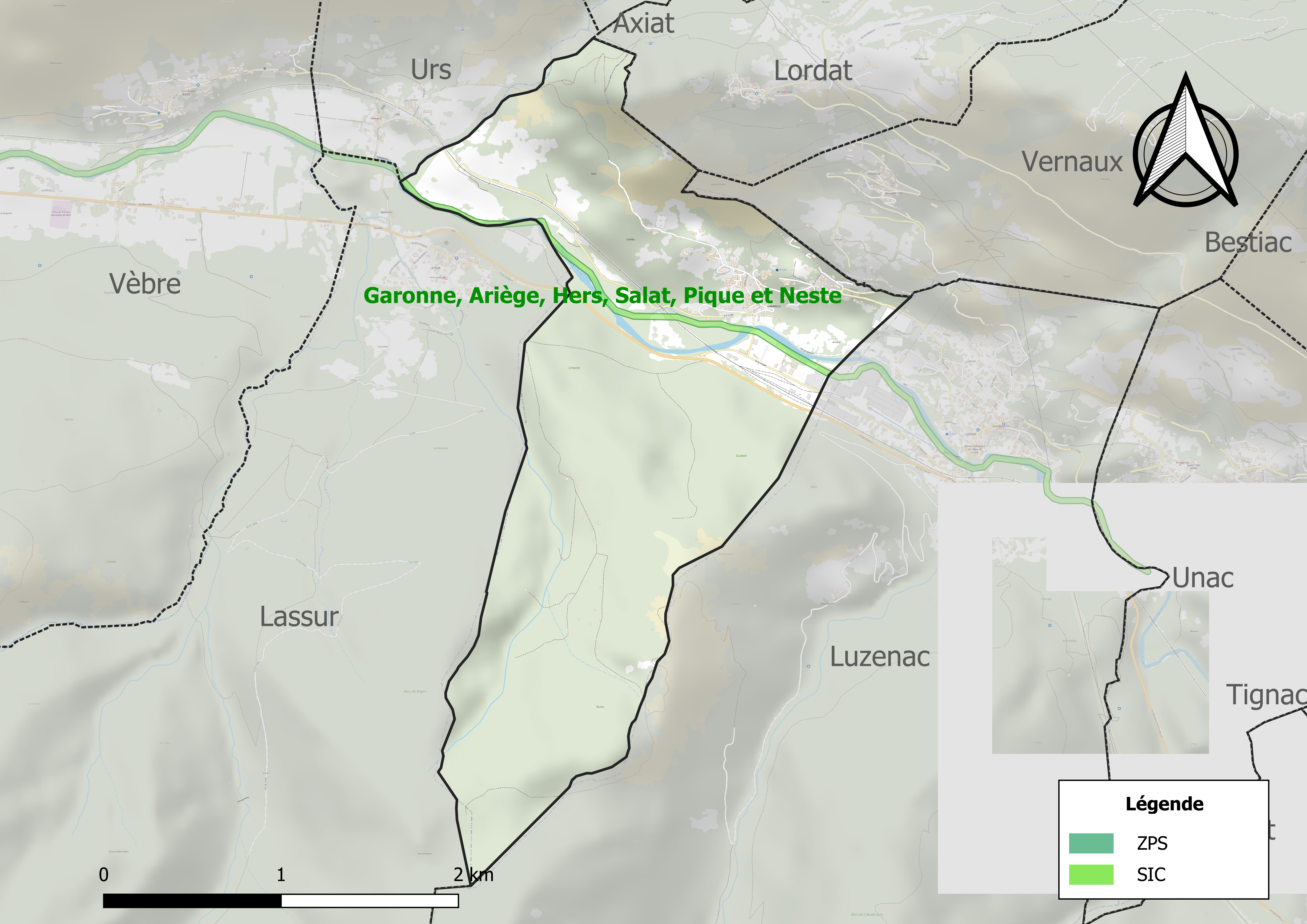
Site Natura 2000 sur le territoire communal.

Le réseau Natura 2000 est un réseau écologique européen de sites naturels d'intérêt écologique élaboré à partir des directives habitats et oiseaux, constitué de zones spéciales de conservation (ZSC) et de zones de protection spéciale (ZPS).
Un site Natura 2000 a été défini sur la commune au titre de la directive habitats : « Garonne, Ariège, Hers, Salat, Pique et Neste », d'une superficie de 9 581 ha, un réseau hydrographique pour les poissons migrateurs, avec des zones de frayères actives et potentielles importantes pour le Saumon en particulier qui fait l'objet d'alevinages réguliers et dont des adultes atteignent déjà Foix sur l'Ariège.

#### Zones naturelles d'intérêt écologique, faunistique et floristique
L’inventaire des zones naturelles d'intérêt écologique, faunistique et floristique (ZNIEFF) a pour objectif de réaliser une couverture des zones les plus intéressantes sur le plan écologique, essentiellement dans la perspective d’améliorer la connaissance du patrimoine naturel national et de fournir aux différents décideurs un outil d’aide à la prise en compte de l’environnement dans l’aménagement du territoire.
Trois ZNIEFF de type 1 sont recensées sur la commune :
- le « cours de l'Ariège » (1 341 ha), couvrant 112 communes dont 86 dans l'Ariège et 26 dans la Haute-Garonne[26] ;
- les « quiès calcaires d'Albiès à Caussou » (1 328 ha), couvrant 14 communes du département[27],
- la « rive gauche de la haute vallée de l'Ariège » (16 207 ha), couvrant 14 communes du département[28] ;

et trois ZNIEFF de type 2, : 
- « L'Ariège et ripisylves » (1 975 ha), couvrant 56 communes dont 43 dans l'Ariège et 13 dans la Haute-Garonne[29] ;
- le « massif de l'Aston et haute vallée de l'Ariège » (0 ha), couvrant 24 communes dont 22 dans l'Ariège et 2 dans les Pyrénées-Orientales[30] ;
- les « parois calcaires et quiès de la haute vallée de l'Ariège » (9 891 ha), couvrant 40 communes du département[31].

Carte des ZNIEFF de type 1 et 2 à Garanou.
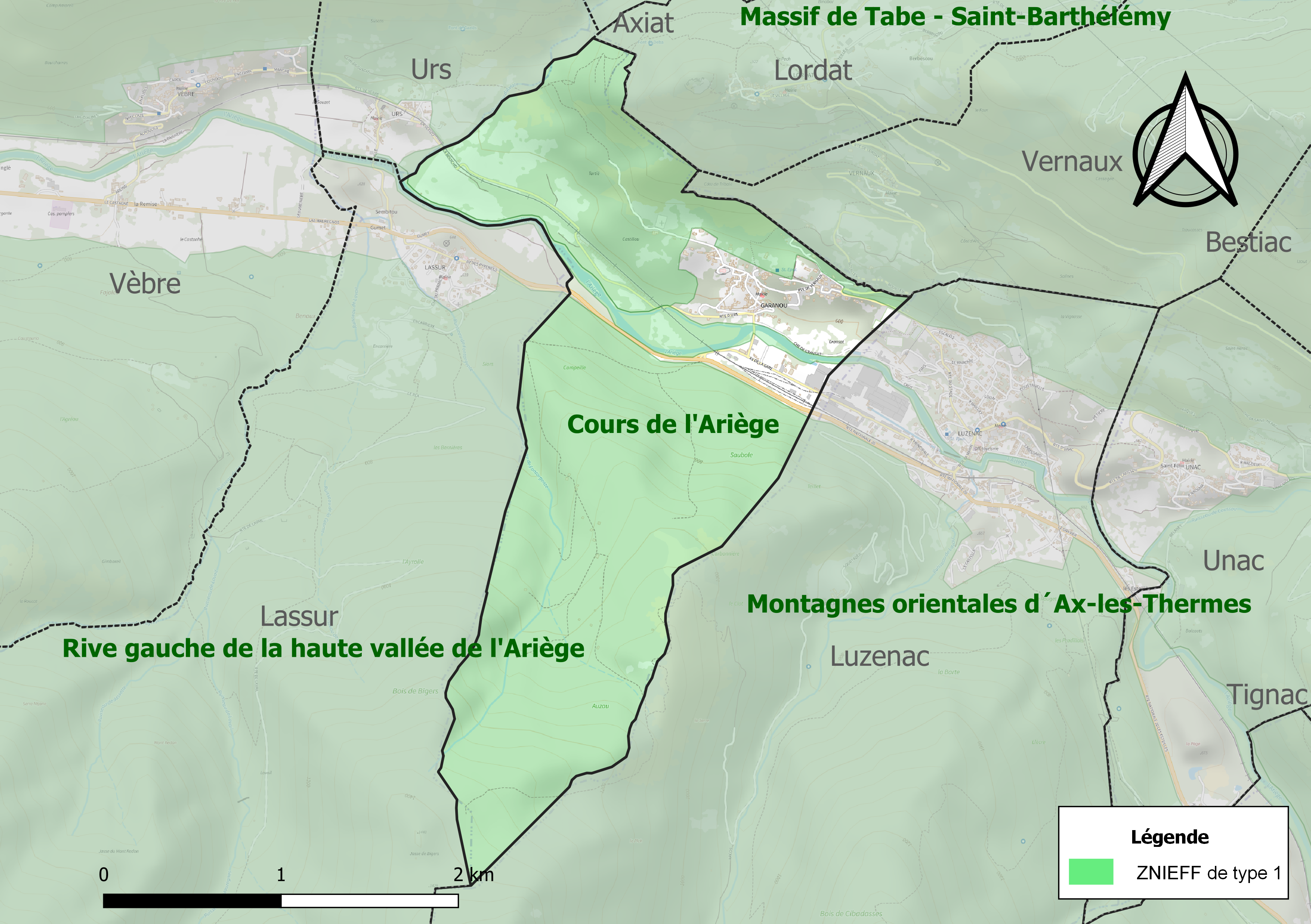
Carte des ZNIEFF de type 1 sur la commune.
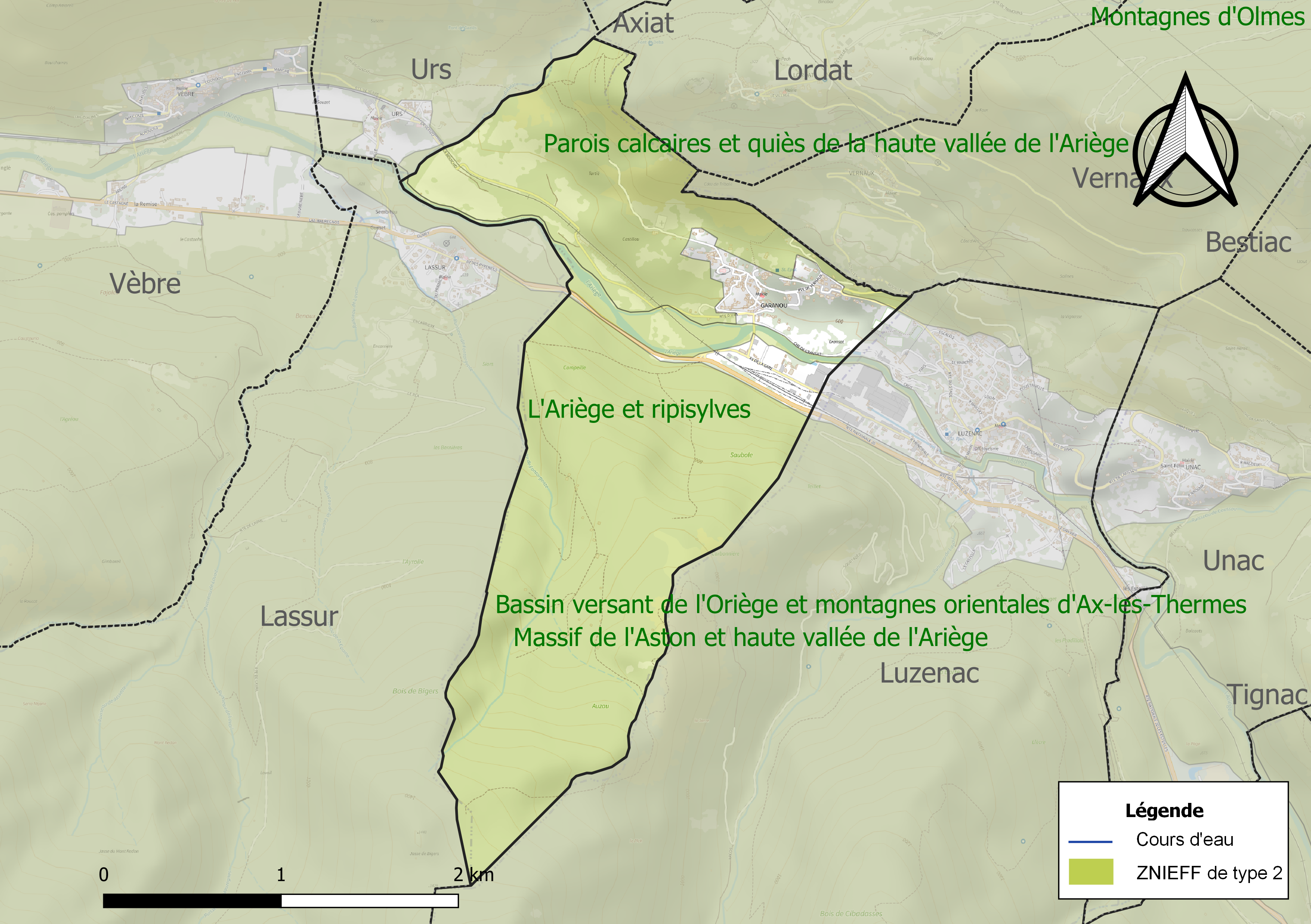
Carte des ZNIEFF de type 2 sur la commune.

## Urbanisme

### Typologie
Au 1er janvier 2024, Garanou est catégorisée commune rurale à habitat dispersé, selon la nouvelle grille communale de densité à 7 niveaux définie par l'Insee en 2022.
Elle est située hors unité urbaine et hors attraction des villes,.

### Occupation des sols

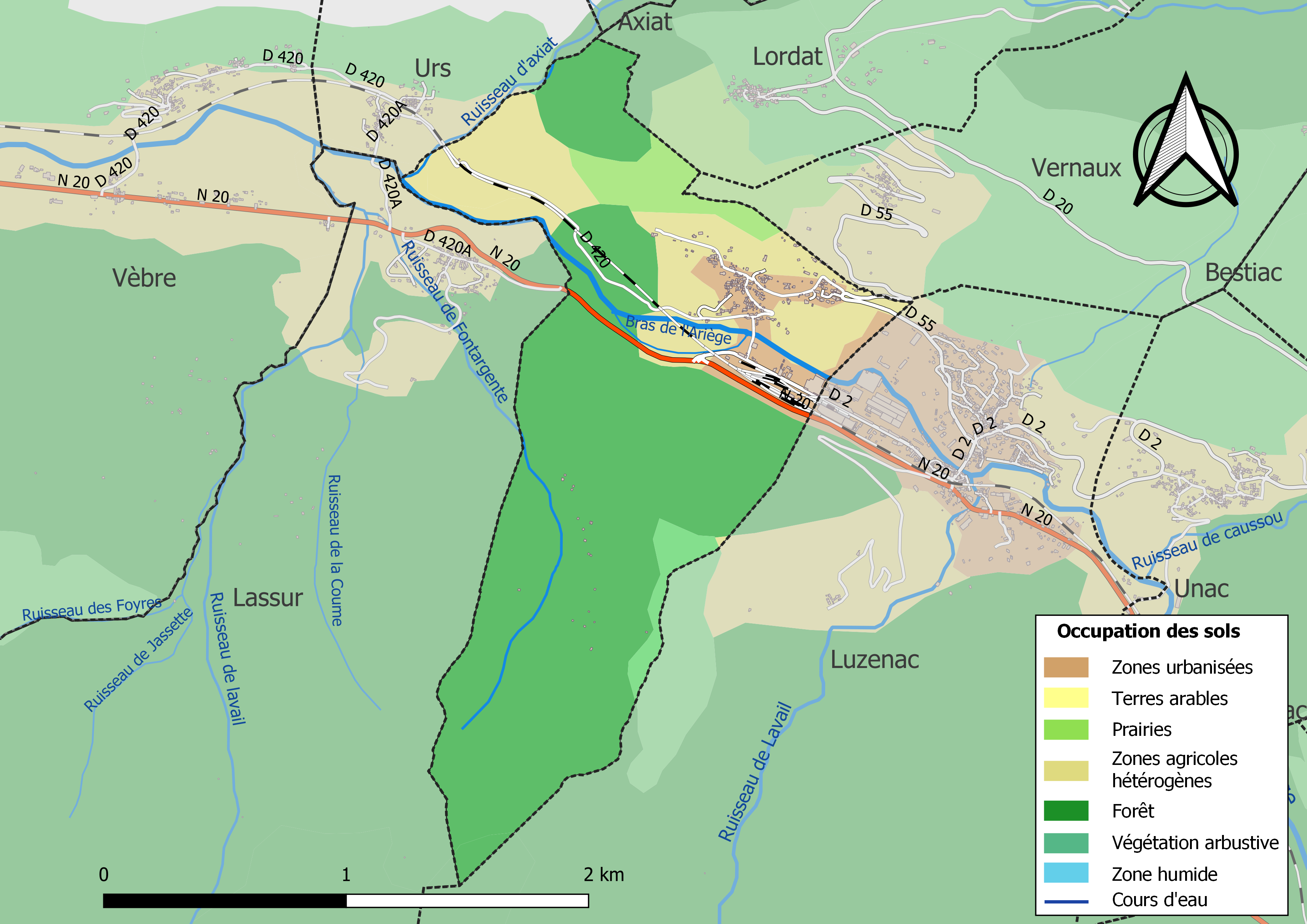
Carte des infrastructures et de l'occupation des sols de la commune en 2018 (CLC).

L'occupation des sols de la commune, telle qu'elle ressort de la base de données européenne d’occupation biophysique des sols Corine Land Cover (CLC), est marquée par l'importance des forêts et milieux semi-naturels (68,5 % en 2018), une proportion identique à celle de 1990 (68,5 %). La répartition détaillée en 2018 est la suivante : 
forêts (66,1 %), zones agricoles hétérogènes (19,8 %), zones urbanisées (7,5 %), prairies (4,2 %), milieux à végétation arbustive et/ou herbacée (2,4 %). L'évolution de l’occupation des sols de la commune et de ses infrastructures peut être observée sur les différentes représentations cartographiques du territoire : la carte de Cassini (XVIIIe siècle), la carte d'état-major (1820-1866) et les cartes ou photos aériennes de l'IGN pour la période actuelle (1950 à aujourd'hui).

### Habitat et logement
En 2018, le nombre total de logements dans la commune était de 127, alors qu'il était de 125 en 2013 et de 120 en 2008.
Parmi ces logements, 62,3 % étaient des résidences principales, 36,2 % des résidences secondaires et 1,5 % des logements vacants. Ces logements étaient pour 94,6 % d'entre eux des maisons individuelles et pour 4,7 % des appartements.
Le tableau ci-dessous présente la typologie des logements à Garanou en 2018 en comparaison avec celle de l'Ariège et de la France entière. Une caractéristique marquante du parc de logements est ainsi une proportion de résidences secondaires et logements occasionnels (36,2 %) supérieure à celle du département (24,6 %) et à celle de la France entière (9,7 %). Concernant le statut d'occupation de ces logements, 84,2 % des habitants de la commune sont propriétaires de leur logement (83,1 % en 2013), contre 66,3 % pour l'Ariège et 57,5 % pour la France entière.
| Typologie                                               | Garanou | Ariège | France entière |
| ------------------------------------------------------- | ------- | ------ | -------------- |
| Résidences principales (en %)                           | 62,3    | 65,7   | 82,1           |
| Résidences secondaires et logements occasionnels (en %) | 36,2    | 24,6   | 9,7            |
| Logements vacants (en %)                                | 1,5     | 9,7    | 8,2            |

### Risques majeurs
Le territoire de la commune de Garanou est vulnérable à différents aléas naturels : inondations, climatiques (grand froid ou canicule), feux de forêts, mouvements de terrains et séisme (sismicité modérée). Il est également exposé à deux risques technologiques,  le transport de matières dangereuses et la rupture d'un barrage, et à un risque particulier, le risque radon,.

#### Risques naturels

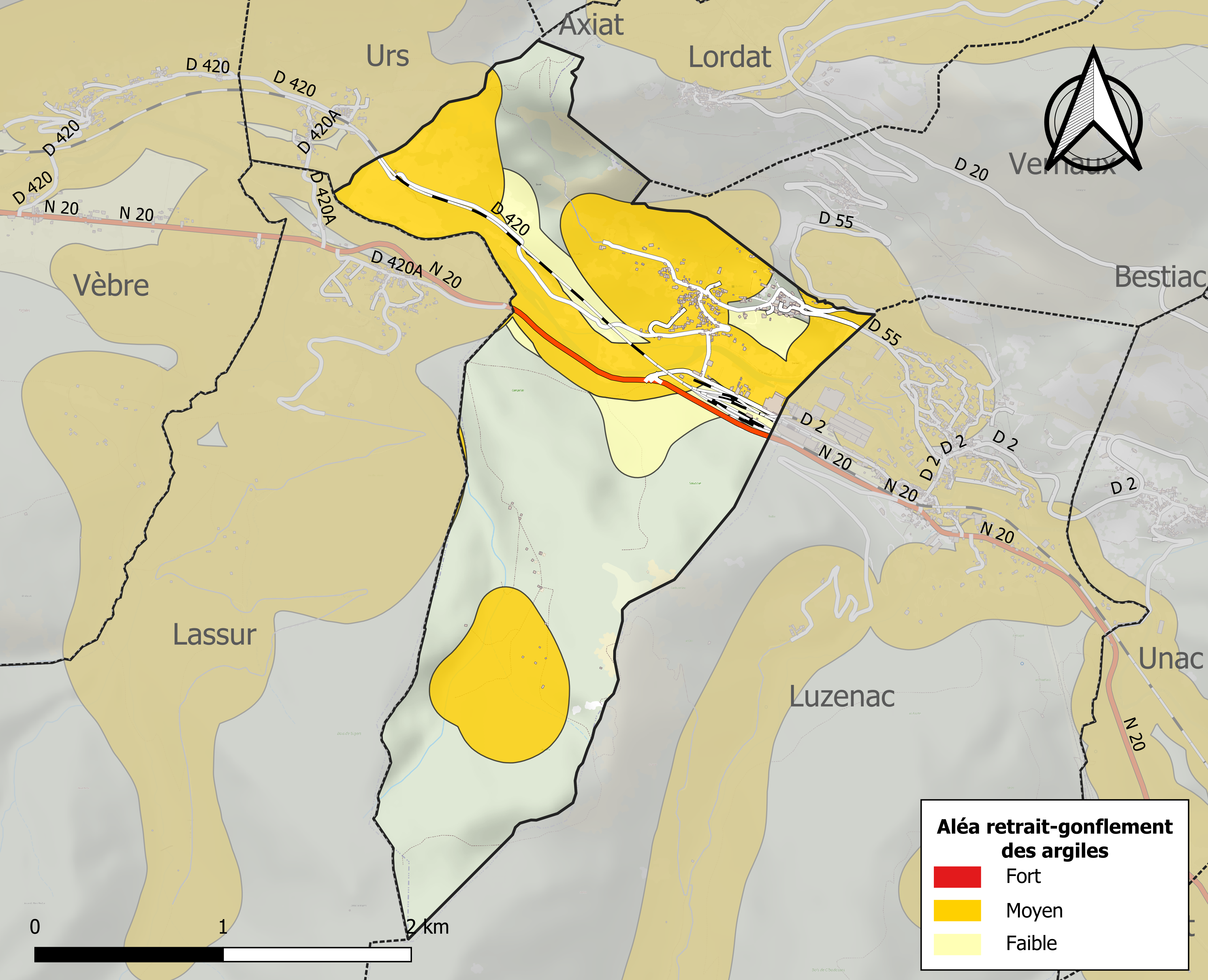
Zonage de l'aléa retrait-gonflement des argiles sur la commune de Garanou.

Certaines parties du territoire communal sont susceptibles d’être affectées par le risque d’inondation par débordement, crue torrentielle d'un cours d'eau, l'Ariège, ou ruissellement d'un versant. L’épisode de crue le plus marquant dans le département reste sans doute celui de 1875. Parmi les inondations marquantes plus récentes concernant le cours d'eau de l'Ariège figurent la crue torrentielle de 1982 et les inondations de plaine de 1996 et de 2005 de la Basse vallée de l'Ariège.
Les mouvements de terrains susceptibles de se produire sur la commune sont soit des chutes de blocs, soit des glissements de terrains, soit des mouvements liés au retrait-gonflement des argiles. Près de 50 % de la superficie du département est concernée par l'aléa retrait-gonflement des argiles, dont la commune de Garanou. L'inventaire national des cavités souterraines permet par ailleurs de localiser celles situées sur la commune.
Ces risques naturels sont pris en compte dans l'aménagement du territoire de la commune par le biais d'un plan de prévention des risques (PPR) inondation approuvé le 8 juillet 2008.

#### Risques technologiques
Le risque de transport de matières dangereuses par une infrastructure routière ou ferroviaire ou par une canalisation de transport de gaz concerne la commune. Un accident se produisant sur une telle infrastructure est en effet susceptible d’avoir des effets graves au bâti ou aux personnes jusqu’à 350 m, selon la nature du matériau transporté. Des dispositions d’urbanisme peuvent être préconisées en conséquence.
Dans le département de l’Ariège on dénombre cinq grands barrages susceptibles d’occasionner des dégâts en cas de rupture. La commune fait partie des 80 communes susceptibles d’être touchées par l’onde de submersion consécutive à la rupture d’un de ces barrages.

#### Risque particulier
Dans plusieurs parties du territoire national, le radon, accumulé dans certains logements ou autres locaux, peut constituer une source significative d’exposition de la population aux rayonnements ionisants. Toutes les communes du département sont concernées par le risque radon à un niveau plus ou moins élevé. Selon la classification de 2018, la commune de Garanou est classée en zone 3, à savoir zone à potentiel radon significatif.

## Politique et administration

### Découpage territorial
La commune de Garanou est membre de la communauté de communes de la Haute Ariège, un établissement public de coopération intercommunale (EPCI) à fiscalité propre créé le 27 septembre 2016 dont le siège est à Luzenac. Ce dernier est par ailleurs membre d'autres groupements intercommunaux.
Sur le plan administratif, elle est rattachée à l'arrondissement de Foix, au département de l'Ariège, en tant que circonscription administrative de l'État, et à la région Occitanie.
Sur le plan électoral, elle dépend du canton de Haute-Ariège pour l'élection des conseillers départementaux, depuis le redécoupage cantonal de 2014 entré en vigueur en 2015, et de la première circonscription de l'Ariège  pour les élections législatives, depuis le redécoupage électoral de 1986.

### Liste des maires
| Période                                  | Période  | Identité       | Étiquette | Qualité         |
| ---------------------------------------- | -------- | -------------- | --------- | --------------- |
| 2001                                     | 2014     | Bernard Millan |           |                 |
| 2014                                     | En cours | Thierry Olivié |           | Agent technique |
| Les données manquantes sont à compléter. |          |                |           |                 |

## Démographie
L'évolution du nombre d'habitants est connue à travers les recensements de la population effectués dans la commune depuis 1800. Pour les communes de moins de 10 000 habitants, une enquête de recensement portant sur toute la population est réalisée tous les cinq ans, les populations de référence des années intermédiaires étant quant à elles estimées par interpolation ou extrapolation. Pour la commune, le premier recensement exhaustif entrant dans le cadre du nouveau dispositif a été réalisé en 2004.

En 2022, la commune comptait 146 habitants, en évolution de −12,05 % par rapport à 2016 (Ariège : +1,48 %, France hors Mayotte : +2,11 %).
| 1800 | 1806 | 1821 | 1831 | 1836 | 1841 | 1846 | 1851 | 1856 |
| ---- | ---- | ---- | ---- | ---- | ---- | ---- | ---- | ---- |
| 126  | 210  | 190  | 262  | 284  | 250  | 247  | 259  | 216  |

| 1861 | 1866 | 1872 | 1876 | 1881 | 1886 | 1891 | 1896 | 1901 |
| ---- | ---- | ---- | ---- | ---- | ---- | ---- | ---- | ---- |
| 199  | 202  | 206  | 202  | 228  | 200  | 202  | 200  | 200  |

| 1906 | 1911 | 1921 | 1926 | 1931 | 1936 | 1946 | 1954 | 1962 |
| ---- | ---- | ---- | ---- | ---- | ---- | ---- | ---- | ---- |
| 191  | 188  | 256  | 280  | 301  | 263  | 249  | 273  | 244  |

| 1968 | 1975 | 1982 | 1990 | 1999 | 2004 | 2006 | 2009 | 2014 |
| ---- | ---- | ---- | ---- | ---- | ---- | ---- | ---- | ---- |
| 262  | 227  | 246  | 192  | 188  | 165  | 158  | 171  | 169  |

| 2019 | 2022 | - | - | - | - | - | - | - |
| ---- | ---- | - | - | - | - | - | - | - |
| 147  | 146  | - | - | - | - | - | - | - |

## Économie

### Revenus
En 2018, la commune compte 76 ménages fiscaux, regroupant 144 personnes. La médiane du revenu disponible par unité de consommation est de 21 600 € (19 820 € dans le département).

### Emploi
| Division       | 2008  | 2013   | 2018   |
| -------------- | ----- | ------ | ------ |
| Commune        | 3,7 % | 1,1 %  | 0 %    |
| Département    | 8,9 % | 11,1 % | 11,2 % |
| France entière | 8,3 % | 10 %   | 10 %   |

En 2018, la population âgée de 15 à 64 ans s'élève à 83 personnes, parmi lesquelles on compte 71,3 % d'actifs (71,3 % ayant un emploi et 0 % de chômeurs) et 28,7 % d'inactifs,. Depuis 2008, le taux de chômage communal (au sens du recensement) des 15-64 ans est inférieur à celui de la France et du département.
La commune est hors attraction des villes,. Elle compte 16 emplois en 2018, contre 12 en 2013 et 16 en 2008. Le nombre d'actifs ayant un emploi résidant dans la commune est de 62, soit un indicateur de concentration d'emploi de 26,1 % et un taux d'activité parmi les 15 ans ou plus de 43,8 %.
Sur ces 62 actifs de 15 ans ou plus ayant un emploi, 5 travaillent dans la commune, soit 8 % des habitants. Pour se rendre au travail, 83,3 % des habitants utilisent un véhicule personnel ou de fonction à quatre roues, 5 % les transports en commun, 8,3 % s'y rendent en deux-roues, à vélo ou à pied et 3,3 % n'ont pas besoin de transport (travail au domicile).

### Activités hors agriculture
7 établissements sont implantés  à Garanou au 31 décembre 2019.
Le secteur des activités spécialisées, scientifiques et techniques et des activités de services administratifs et de soutien est prépondérant sur la commune puisqu'il représente 28,6 % du nombre total d'établissements de la commune (2 sur les 7 entreprises implantées  à Garanou), contre 13,2 % au niveau départemental.

### Agriculture
|                                   | 1988 | 2000 | 2010 |
| --------------------------------- | ---- | ---- | ---- |
| Exploitations                     | 5    | 3    | 1    |
| Superficie agricole utilisée (ha) | 38   | 18   | 3    |

La commune fait partie de la petite région agricole dénommée « Région pyrénéenne ». En 2010, l'orientation technico-économique de l'agriculture  sur la commune est l'élevage d'ovins et de caprins. une seule  exploitation agricole ayant son siège dans la commune est recensée lors du recensement agricole de 2010 (cinq en 1988). La superficie agricole utilisée est de 3 ha.

## Culture locale et patrimoine

### Lieux et monuments
- Église Saint-André de Garanou.
- Un lavoir.

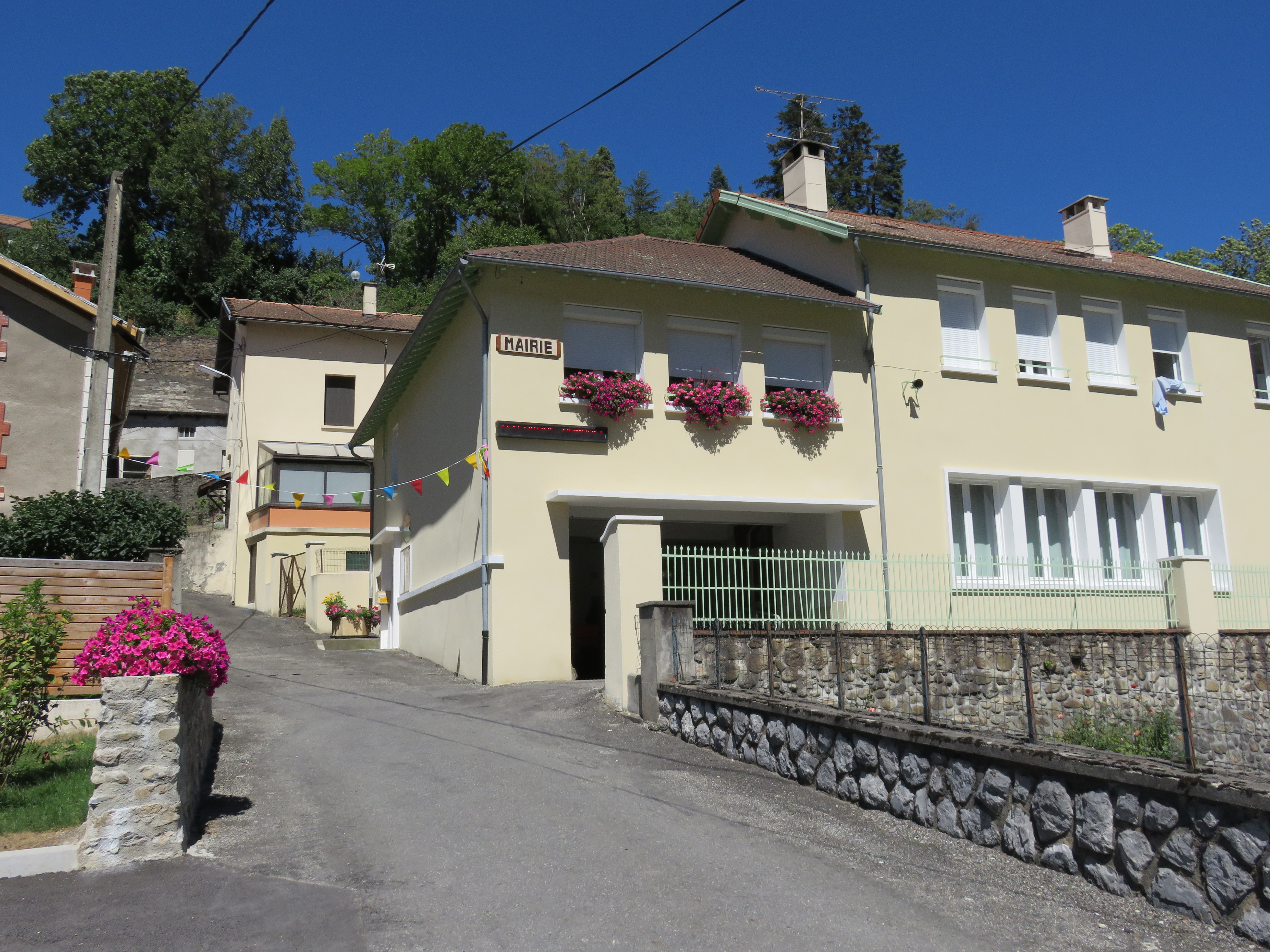
La mairie
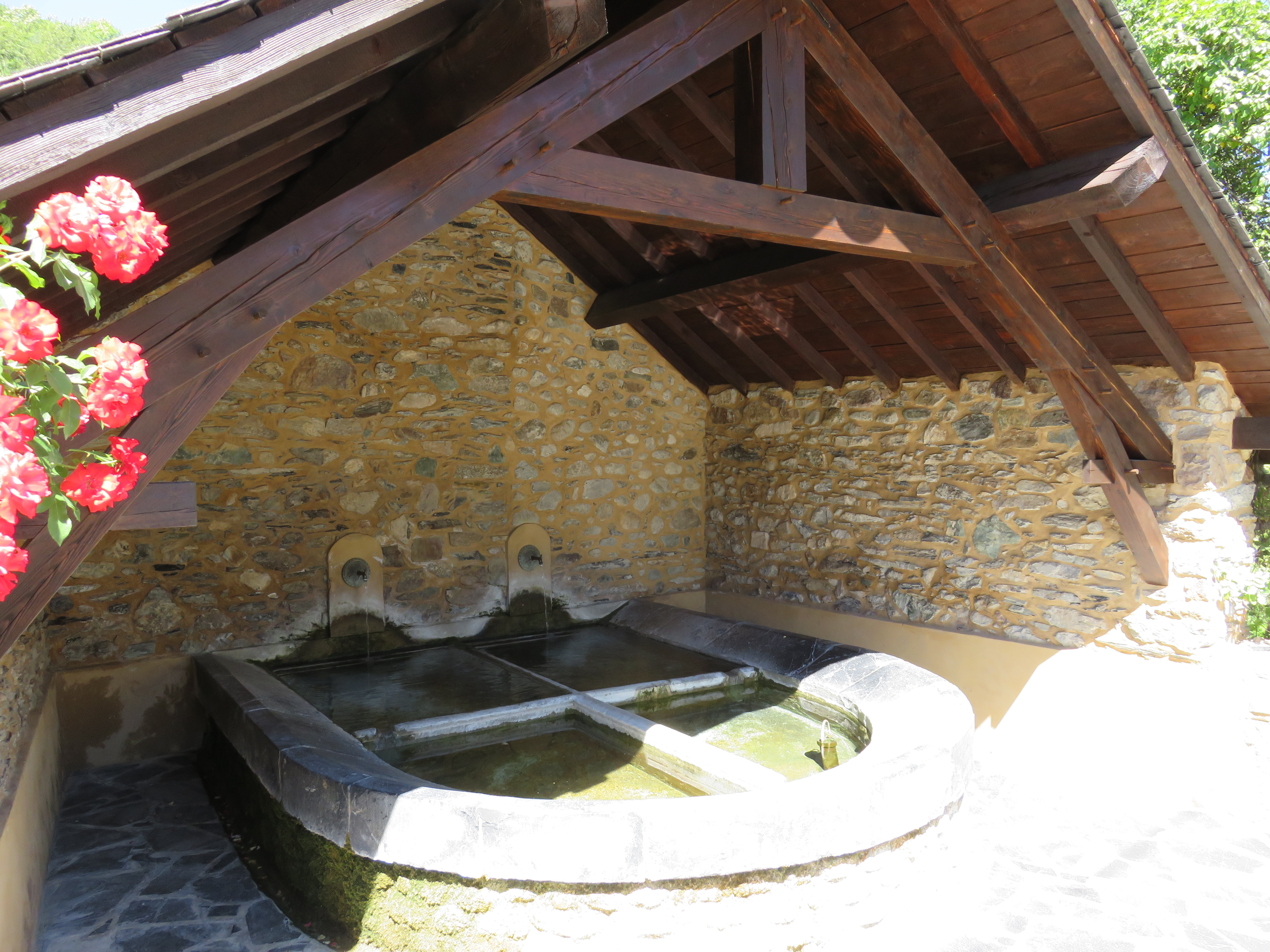
Un lavoir
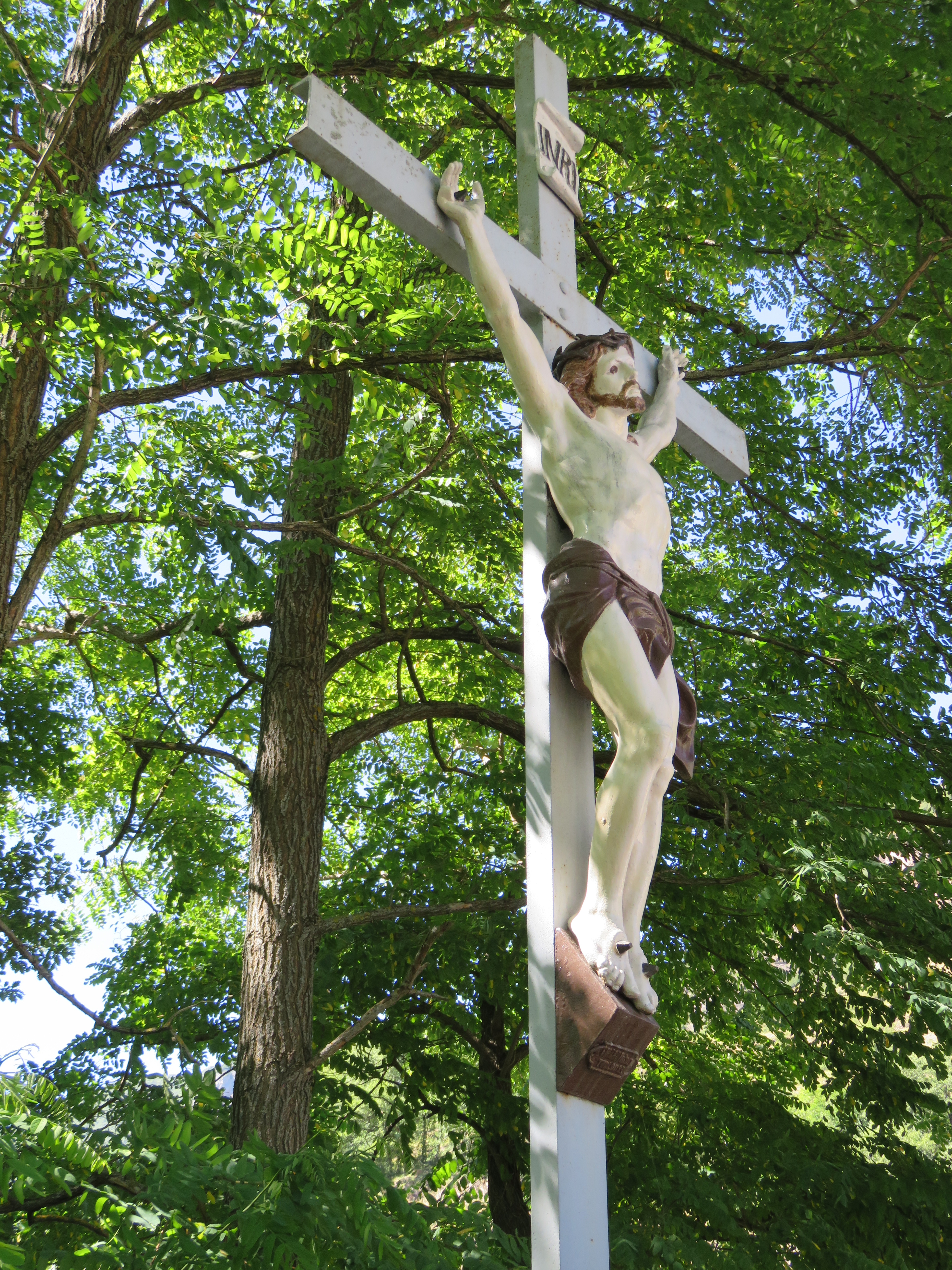
Une statue du Christ en croix
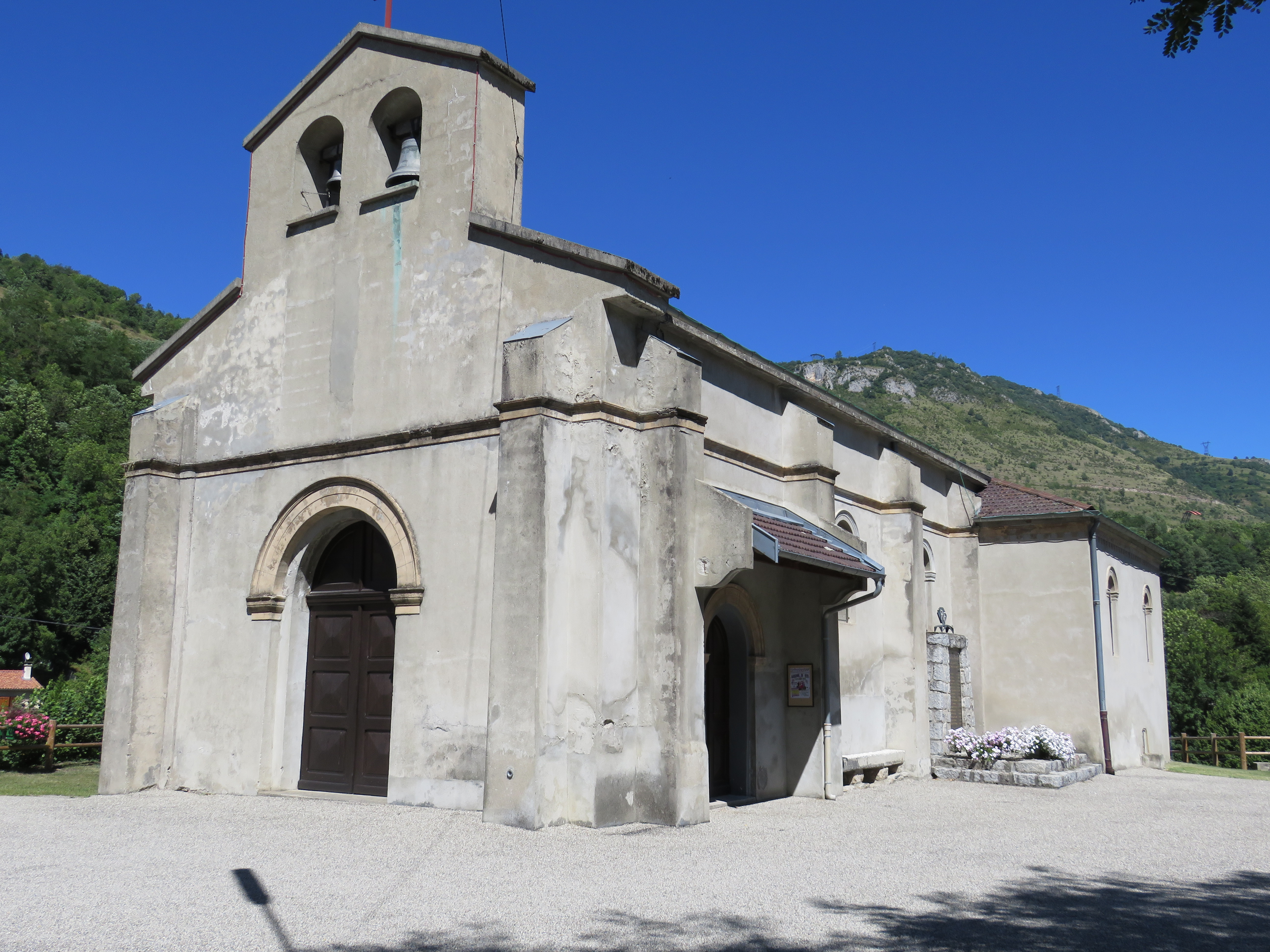
L'église
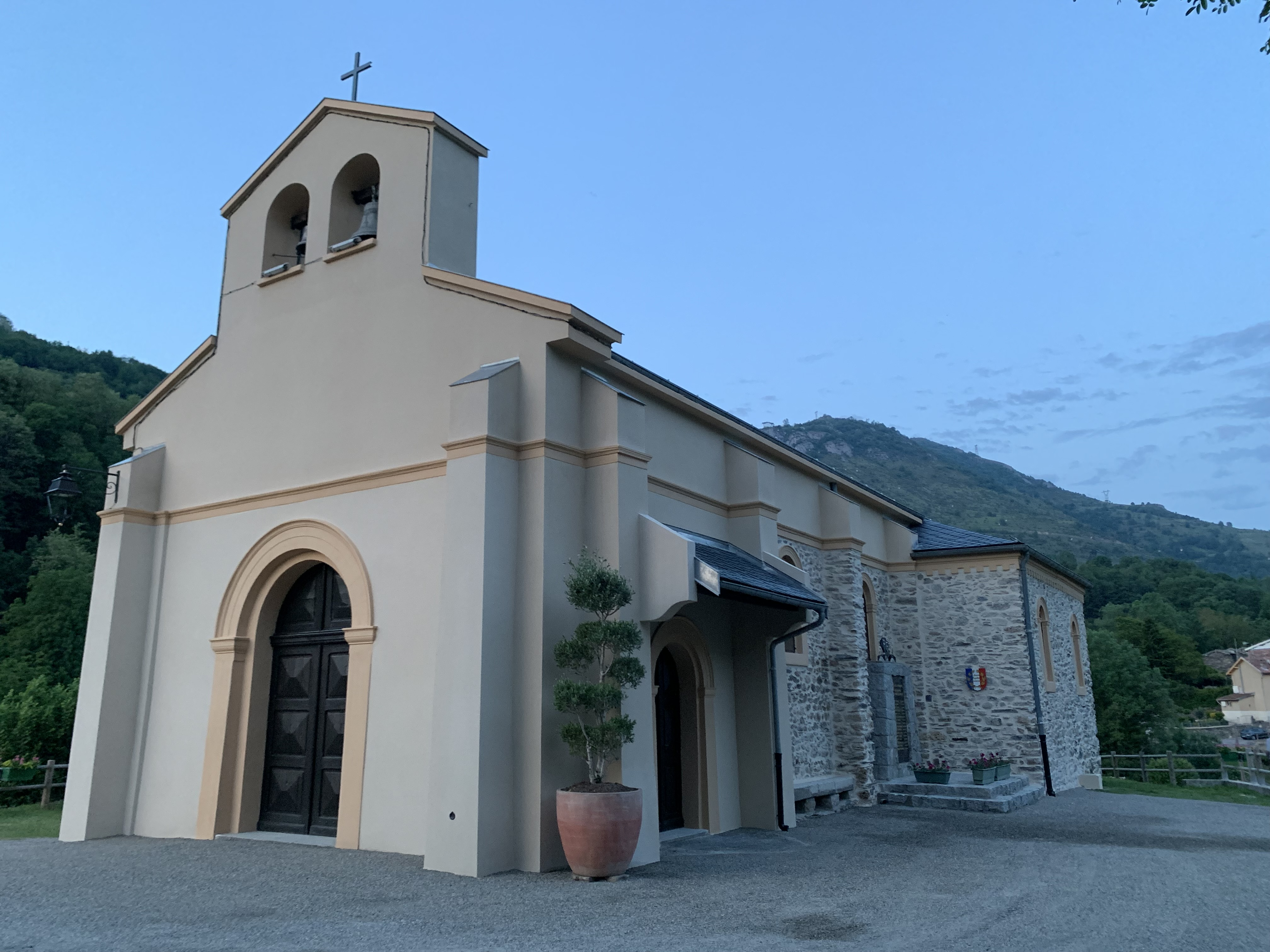
L'église rénovée en 2019
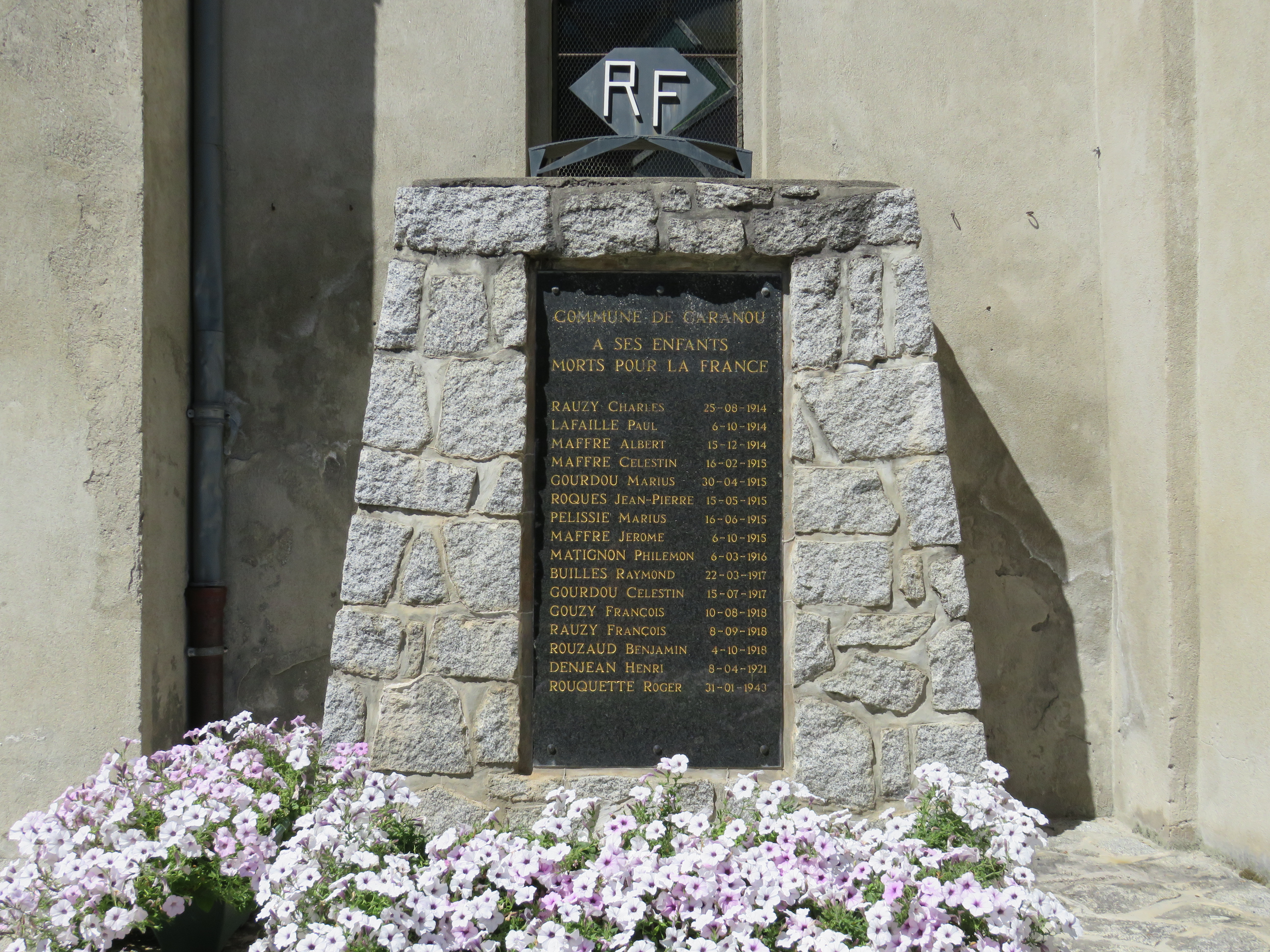
Monument aux morts
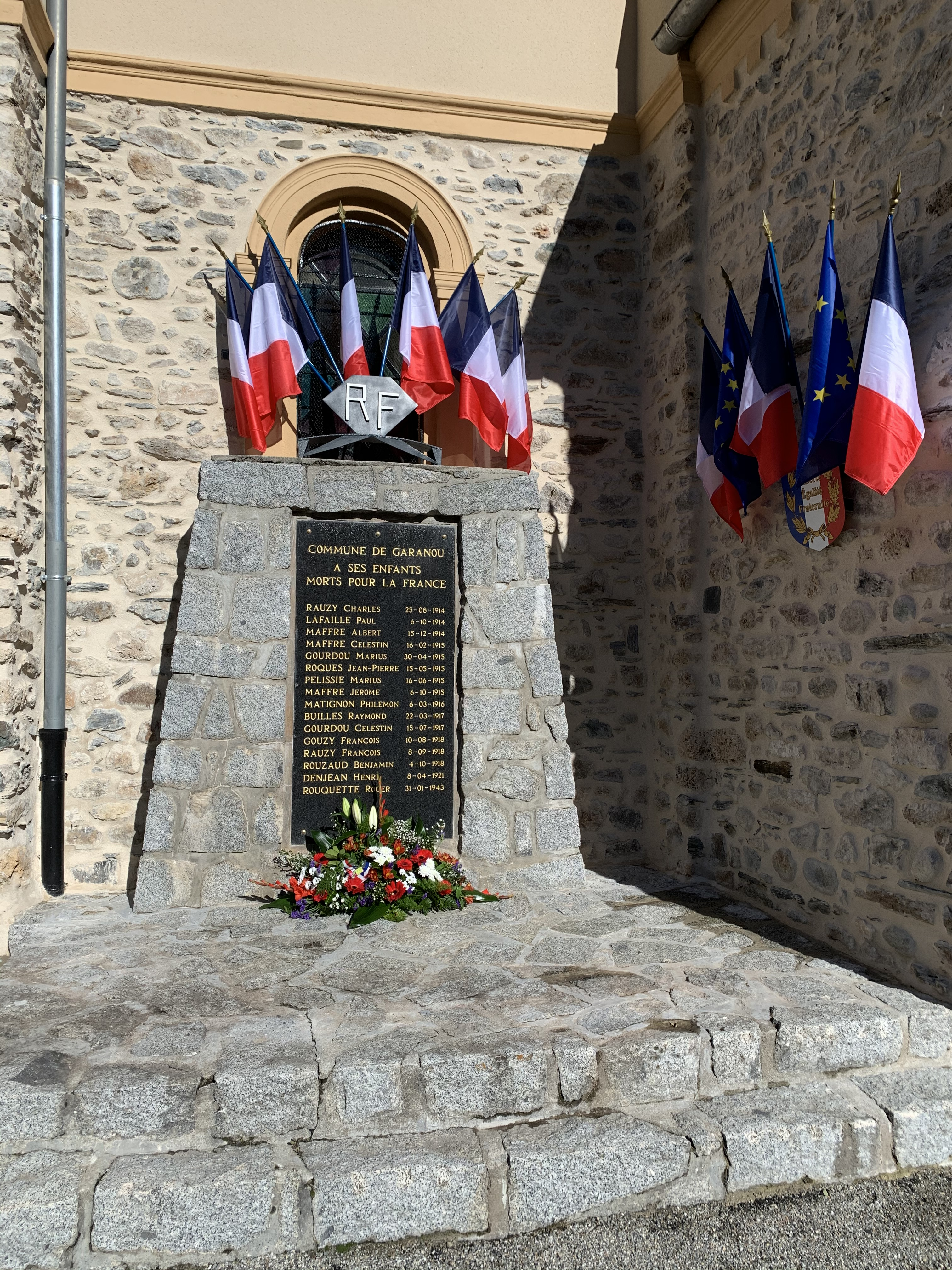
Monument aux morts rénové en 2019

### Héraldique
| Blason de Garanou | Blason  | Parti: au 1 de gueules à un pont alésé en dos d'âne d'or, maçonné de sable, d'où s'écoule une rivière sinueuse d'argent, au 2 d'azur à trois gerbes d'or, liées de gueules; le tout au chef de sinople chargé d'un sautoir d'argent sur lequel est brochante une croix cléchée, pommetée de douze pièces d'or, remplie de gueules . |
| Blason de Garanou | Détails | Créé par JF Binon. Adopté le 02/07/2009 |

## Pour approfondir